# Вибори до Бундестагу 1961

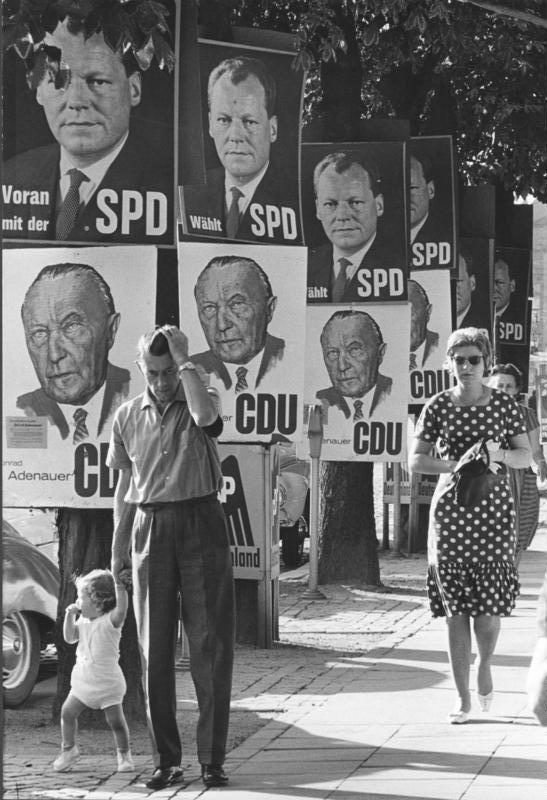
Передвиборні плакати

Федеральні вибори у Західній Німеччині проходили 17 вересня 1961 року для обрання депутатів четвертого Бундестагу Федеративної Республіки Німеччини. ХДС/ХСС і надалі залишалися найбільшою фракцією, в той час, як соціал-демократична партія на виборах одержала більше голосів (203 із 531) у Бундестазі, ніж на попередніх виборах.

## Передвиборна кампанія
Вперше СДПН оголосила  кандидатуру на посаду канцлера («chancellor-candidate»), який не був головою партії, Віллі Брандта — правлячого бургомістра Західного Берліна. Після зведення Берлінської стіни, він отримав ще більшу підтримку, в той час як канцлер Конрад Аденауер був підданий критиці за те, що не показав достатньої підтримки жителям Західного Берліна. Аденауер повинен був зберегти абсолютну більшість з ХДС і ХСС, але, враховуючи його вік і його довгий термін на посаді канцлера, існували великі сумніви, чи повинен він очолювати країну вже вчетверте. 

## Результати
Абсолютна більшість ХДС була втрачена в результаті зростання популярності ліберальної ВДП під керівництвом Еріха Менде.
| Партія     | Лідер           | Голосів    | %      | Місць | Δ    |
| ---------- | --------------- | ---------- | ------ | ----- | ---- |
| СДПН (SPD) | Віллі Брандт    | 11 427 355 | 36,2 % | 190   | ▲ 21 |
| ХДС (CDU)  | Конрад Аденауер | 11 283 901 | 35,8 % | 192   | ▼ 23 |
| ВДП (FDP)  | Еріх Менде      | 4 028 766  | 12,8 % | 67    | ▲ 26 |
| ХСС (CSU)  |                 | 3 014 471  | 9,5 %  | 50    | ▼ 5  |
| Інші       |                 | 1 796 408  | 5,7 %  | 0     | ▼ 17 |

Кількість місць у бундестазі — червоний (СДПН), жовтий (ВДП), ХДС/ХСС (чорний), інші помірковані праві партії (сірий)

Конрад Аденауер залишився знову канцлером, створивши коаліцію між ХДС/ХСС та ВДП. У 1962 році він був змушений оголосити п'ятий кабінет, адже Вільна демократична партія тимчасово вийшла з коаліції після того, як міністр оборони Франц Йозеф Штраус (ХСС), наказав заарештувати п'ятьох журналістів за публікацію статті про ймовірні слабкі місця у Збройних Силах Німеччини (так званий «Шпігель скандал»).
У 1963 році К.Аденауер пішов у відставку. Людвіг Ерхард очолив коаліцію, партію та уряд.
| 251     | 67  | 203  |
| ХДС/ХСС | ФДП | СДПН |